# Magnolia thailandica
Magnolia thailandica este o specie de plante din genul Magnolia, familia Magnoliaceae, descrisă de Hans Peter Nooteboom și Chalermglin.
Este endemică în Thailand. Conform Catalogue of Life specia Magnolia thailandica nu are subspecii cunoscute.